# Xiphotheata
Xiphotheata – rodzaj chrząszczy z rodziny kózkowatych i podrodziny zgrzypikowych. 

## Zasięg występowania
Przedstawiciele tego rodzaju występują na Molukach, Nowej Gwinei oraz Archipelagu Bismarcka.

## Systematyka
Do Xiphotheata należą 3 gatunki:
- Xiphotheata luctifera
- Xiphotheata moellendorfi
- Xiphotheata saundersii